# تکنیک‌های مهندسی ژنتیک
تکنیک‌های مهندسی ژنتیک مهندسی ژنتیک با چندین تکنیک مختلف قابل انجام است. قبل از یک جاندار مهندسی ژنتیکی شده(GMO) را ایجاد کنیم باید چندین مرحله را پشت سر بگذاریم. ابتدا مهندسان ژنتیک باید تصمیم بگیرند که چه ژنی را وارد، ویرایش یا حذف کنند. در مرحله بعد باید ژن وارد یک وکتور یا حامل مناسب شود و سپس از طریق وکتور ژن مورد نظر وارد جاندار می‌شود تا یک GMO را ایجاد کنیم.
علم مهندسی کردن ژنتیکی موجودات بر پایه سالها مطالعه و کشف نحوهی عملکرد ژن‌ها و چگونگی دستورزی آن‌ها می‌باشد. انسانها پروسه دستورزی ژنتیکی را از ۱۲۰۰۰ سال قبل از میلاد مسیح با اهلی سازی حیوانات شروع کردند. با کشف ژن‌ها توسط مندل و اثبات اینکه آن‌ها در توارث نقش دارند ابزارهایی را ایجاد کرد تا ما به صورت مستقیم ژن‌ها مورد دستورزی قرار دهیم. پیشرفت‌های مهم شامل آنزیم‌های محدود کننده و DNA لیگازها و به وجود آمدن PCR و توالی یابی بود.
این پیشرفت‌ها این اجازه را دادند تا ژن مورد نظر را جداسازی کنیم و سپس آن را وارد یک وکتور کنیم. معمولاً یک منطقهی پروموتوری و ترمینیتوری به همراه یک مارکر انتخابی ژن نیز وارد وکتور می‌کنیم. در این موقعیت ما می‌توانیم ژن‌ها را تحت ویرایش قرار دهیم تا با بازده بالاتری بیان یابند. این وکتور وارد ژنوم جاندار میزبان می‌شود. در جانداران معمولاً ژن را وارد سلولهای بنیادی جنینی می‌کنند در حالی که در گیاهان هیچ محدودیتی وجود ندارد تا زمانی که بافت را بتوان کشت داد و به گیاه تکوین یافته کاملی تبدیل شود. تکنیک‌های معمول شامل میکروایننجکشن، به واسطه ویروس، به واسطه آگروباکتریوم و بیولیستیک است. تستهای بیشتری بر روی جاندار حاصل انجام می‌شود تا از الحاق پایدار، وراثت و بیان آن اطمینان حاصل گردد. اولین نسل فرزندان به صورت هتروزیگوس هستند بنابراین نیاز است آنها را با هم آمیزش (درون آمیزی) دهیم تا یک الگوی هموزیگوس پایدار ایجاد شود. هوموزگوسیتی در دومین نسل نمونه‌ها مشاهده می‌شود.
روشهای قدیمی ژن را به صورت شانسی وارد ژنوم میزبان می‌کرد. پیشرفتها ما را قادر کرده که بتوانیم ژن را به نقطه خاصی از ژنوم وارد کنیم در نتیجه اثرات جانبی حاصل از وارد شدنهای ناخواسته شانسی را کاهش می‌دهد. سیستمهای هدف‌گیری اولیه بر اساس مگانوکلئازها و نوکلئازهای برپایه انگشت روی بود. از سال ۲۰۰۹ سیستمهای ساده‌تر جهت این امر ایجاد شده‌اند. از این روشها می‌توان به تالن (Transcription Activator-like effector nucleases) و سیستم کاس 9/RNA راهنما (برگرفته شده از CRISPR) اشاره کرد. این احتمال وجود دارد که در آینده از این تکنیکها در ژن درمانی و دیگر روشهایی که به ویرایش ژنوم به صورت دقیق و تعداد بالا استفاده شود.

## تاریخچه
اکتشافات و پیشرفتهای زیادی در ایجاد حوزه مهندسی ژنتیک دخیل است. دستورزیهای مستقیم ژنتیکی اولیه توسط انسانها با اهلی کردن و انتخاب مصنوعی حیوانات و گیاهان در ۱۲۰۰۰ سال قبل از میلاد شکل گرفت.